# Lijst van nummer 1-hits in Ierland in 2012
Deze hits stonden in 2012 op nummer 1 in de Ierse Single Top 100, de bekendste hitlijst in Ierland.
| Datum        | Artiest                                                                             | Titel                        |
| ------------ | ----------------------------------------------------------------------------------- | ---------------------------- |
| 5 januari    | Little Mix                                                                          | Cannonball                   |
| 12 januari   | Flo Rida                                                                            | Good Feeling                 |
| 19 januari   | Jessie J                                                                            | Domino                       |
| 26 januari   | Jessie J                                                                            | Domino                       |
| 2 februari   | Gotye & Kimbra                                                                      | Somebody That I Used to Know |
| 9 februari   | Gotye & Kimbra                                                                      | Somebody That I Used to Know |
| 16 februari  | Emeli Sandé                                                                         | Next to Me                   |
| 23 februari  | Emeli Sandé                                                                         | Next to Me                   |
| 1 maart      | Gotye & Kimbra                                                                      | Somebody That I Used to Know |
| 8 maart      | Gotye & Kimbra                                                                      | Somebody That I Used to Know |
| 15 maart     | Gotye & Kimbra                                                                      | Somebody That I Used to Know |
| 22 maart     | Carly Rae Jepsen                                                                    | Call Me Maybe                |
| 29 maart     | Carly Rae Jepsen                                                                    | Call Me Maybe                |
| 5 april      | Carly Rae Jepsen                                                                    | Call Me Maybe                |
| 12 april     | Carly Rae Jepsen                                                                    | Call Me Maybe                |
| 19 april     | Fun. & Janelle Monáe                                                                | We Are Young                 |
| 26 april     | Fun. & Janelle Monáe                                                                | We Are Young                 |
| 3 mei        | Damien Dempsey, Bressie, The Dubliners & Republic of Ireland national football team | The Rocky Road to Poland     |
| 10 mei       | Damien Dempsey, Bressie, The Dubliners & Republic of Ireland national football team | The Rocky Road to Poland     |
| 17 mei       | Damien Dempsey, Bressie, The Dubliners & Republic of Ireland national football team | The Rocky Road to Poland     |
| 24 mei       | Damien Dempsey, Bressie, The Dubliners & Republic of Ireland national football team | The Rocky Road to Poland     |
| 31 mei       | Loreen                                                                              | Euphoria                     |
| 7 juni       | Loreen                                                                              | Euphoria                     |
| 14 juni      | Cheryl                                                                              | Call My Name                 |
| 21 juni      | Flo Rida                                                                            | Whistle                      |
| 28 juni      | Flo Rida                                                                            | Whistle                      |
| 5 juli       | Flo Rida                                                                            | Whistle                      |
| 12 juli      | will.i.am & Eva Simons                                                              | This Is Love                 |
| 19 juli      | Florence + The Machine                                                              | Spectrum (Say My Name)       |
| 26 juli      | Florence + The Machine                                                              | Spectrum (Say My Name)       |
| 2 augustus   | Calvin Harris & Example                                                             | We'll Be Coming Back         |
| 9 augustus   | Rita Ora                                                                            | How We Do (Party)            |
| 16 augustus  | Of Monsters and Men                                                                 | Little Talks                 |
| 23 augustus  | Of Monsters and Men                                                                 | Little Talks                 |
| 30 augustus  | Little Mix                                                                          | Wings                        |
| 6 september  | The Script & will.i.am                                                              | Hall of Fame                 |
| 13 september | The Script & will.i.am                                                              | Hall of Fame                 |
| 20 september | The Script & will.i.am                                                              | Hall of Fame                 |
| 27 september | The Script & will.i.am                                                              | Hall of Fame                 |
| 4 oktober    | One Direction                                                                       | Live While We're Young       |
| 11 oktober   | Adele                                                                               | Skyfall                      |
| 18 oktober   | Calvin Harris & Florence Welch                                                      | Sweet Nothing                |
| 25 oktober   | Labrinth & Emeli Sandé                                                              | Beneath Your Beautiful       |
| 1 november   | Labrinth & Emeli Sandé                                                              | Beneath Your Beautiful       |
| 8 november   | Labrinth & Emeli Sandé                                                              | Beneath Your Beautiful       |
| 15 november  | Labrinth & Emeli Sandé                                                              | Beneath Your Beautiful       |
| 22 november  | Labrinth & Emeli Sandé                                                              | Beneath Your Beautiful       |
| 29 november  | Paddy Casey, Declan O'Rourke, Mary Black & Mundy                                    | Tiny Dancer                  |
| 6 december   | Paddy Casey, Declan O'Rourke, Mary Black & Mundy                                    | Tiny Dancer                  |
| 13 december  | James Arthur                                                                        | Impossible                   |
| 20 december  | James Arthur                                                                        | Impossible                   |
| 27 december  | James Arthur                                                                        | Impossible                   |